# 楊廷藝
楊廷藝（越南语：／，874年—937年，部份文獻寫成「楊延藝」（越南语：／）），越南史上亦稱為「楊正公」，交趾愛州人，原為靜海節度使曲氏將領，當其主曲承美被南漢灭亡後，楊廷藝奮起抵抗，奪取了交趾的統治，因而被視為是越南自立建國的重要人物之一。

## 生平

### 奪取自主權力
楊廷藝是中國五代十國時期愛州（今越南清化省清化市）人士，曾任交趾靜海節度使曲顥的將領。當時，位於中國嶺南的南漢與曲氏勢成水火，曲顥之子曲承美繼位後，於大有三年，930年（《大越史記全書·外紀全書·南北分爭紀》作923年），南漢君主劉龑出兵，擒獲曲承美，佔領交趾地區，並派驍將梁克正、交州刺史李進駐守，而楊廷藝則獲南漢授以爵命，名義上成為了南漢的臣僚。
據《安南志略》，劉龑雖已得勝，但洞悉到「交趾民好亂，但可覊縻而已」，認為當地民眾不會服從其統治。而楊廷藝亦為驅逐南漢而作好準備，《大越史記全書》提到，到了大有四年（931年）農曆十二月，南漢官員李進向劉龑告發「楊廷藝養假子三千人，圖恢復」，廷藝隨即先發制人，攻破李進所在的大羅城，李進逃歸。適值南漢派遣程寶（《新五代史·南漢世家·劉隱》作「程寶」，《大越史記全書·外紀全書·南北分爭紀》作「陳寶」）率兵趕來，包圍楊廷藝，楊廷藝出戰，擊殺程寶。楊廷藝取得軍事勝利後，便自稱交州節度使，領州事。
關於楊廷藝得勝後與南漢的關係，中國學者郭振鐸、張笑梅作以下分析：「楊廷藝雖戰敗南漢軍，領有交州。但他深恐南漢再次派大軍來攻，為了本身的政權不受威脅，只好臣服南漢，服從南漢的詔諭，接受為交州節度使，劉龑和楊廷藝之戰宣告結束。」而在交趾方面，楊廷藝與本地的土豪結好，例如把女兒嫁給「世為貴族」的牙將吳權。

### 遇害
南漢大有十年（937年）農曆三月，楊廷藝被牙將矯公羨所殺。矯公羨行凶的原因，則是「惡廷藝所為，起所部攻殺廷藝，而代為節度。」矯公羨遂向南漢臣服，但其後亦被楊廷藝另一員牙將吳權所殺，並繼續爭取交趾政權的獨立。

## 部下及牙將
- 矯公羨，殺害楊廷藝，取而代之，後來被吳權所殺。[9]
- 吳權，具備智勇，楊廷藝將女兒嫁給他，結成姻親，後來創立吳朝。[8][6]
- 丁公著，丁朝開國君主丁部領之父，為楊廷藝牙將，《安南志略》記載他獲廷藝授任「權驩州刺史」（《大越史記全書》則用「攝驩州刺史」一名）。[10][11]

## 家庭
- 子：楊三哥，吳權家臣，後來「僭稱平王」。[6]
- 女：楊氏，楊廷藝將之許配給貴族吳權，吳權稱王時立為皇后。[6]
- 孫女：楊雲娥，曾先後為丁朝和前黎朝皇后，成為越南歷史上第一位嫁給兩個皇帝的人。

## 評價
- 越南史家黎嵩評價楊廷藝有力抵抗外敵，但不能防止內憂：「楊正公念我越土宇，久為南漢所併，收用豪傑，大興義旅，兩敗賊將，盡復輿圖，然備患無謀，更為義兒所弒。」[12]
- 越共學者認為，楊廷藝「決心繼承曲氏爭取民族獨立的事業」，最終成功令「（越南）又重新獲得了自主權。」[13]

## 外部連結
- （越南文）（中文）.   [2015-04-18]. （原始内容存档于2020-04-01）.
- （越南文）（中文）.   [2015-04-18]. （原始内容存档于2021-03-04）.
- （越南文）（中文）.   [2015-04-18]. （原始内容存档于2014-03-26）.
- （中文）.   [2008-08-31]. （原始内容存档于2009-06-16）.